# Лодев
 Тази статия е за града във Франция.  За окръга вижте Лодев (окръг).  За кантона вижте Лодев (кантон).
Лодев (на френски: Lodève) е град в южна Франция, административен център на окръг Лодев и кантон Лодев в департамент Еро на регион Окситания. Населението му е около 7 400 души (2014).
Разположен е на 273 метра надморска височина в подножието на Централния масив, на 46 километра западно от центъра на Монпелие и на 47 километра северозападно от брега на Средиземно море. Селището съществува от Античността, когато е средище на едно от племената на волките, а от III век е седалище на християнски епископ.

## Известни личности
Родени в Лодев
- Жорж Орик (1899 – 1983), композитор